# ميس عثكولي
ميس عثكولي (الاسم العلمي:Celtis paniculata) هو نوع من النباتات يتبع جنس الميس من الفصيلة القنبية.